# Вільямсон (Айова)
Вільямсон (англ. Williamson) — місто (англ. city) в США, в окрузі Лукас штату Айова. Населення — 120 осіб (2020).

## Географія
Вільямсон розташований за координатами 41°5′18″ пн. ш. 93°15′25″ зх. д. / 41.08833° пн. ш. 93.25694° зх. д. (41.088241, -93.256882).  За даними Бюро перепису населення США в 2010 році місто мало площу 0,83 км², уся площа — суходіл.

## Демографія
Згідно з переписом 2010 року, у місті мешкали 152 особи в 63 домогосподарствах у складі 40 родин. Густота населення становила 183 особи/км².  Було 82 помешкання (98/км²).
Расовий склад населення:
| - 96,1 % — білих - 0,7 % — чорних або афроамериканців - 3,3 % — осіб інших рас |

До двох чи більше рас належало 0,0 %. Частка іспаномовних становила 4,6 % від усіх жителів.
За віковим діапазоном населення розподілялося таким чином: 25,0 % — особи молодші 18 років, 57,9 % — особи у віці 18—64 років, 17,1 % — особи у віці 65 років та старші. Медіана віку мешканця становила 40,0 року. На 100 осіб жіночої статі у місті припадало 126,9 чоловіків;  на 100 жінок у віці від 18 років та старших — 119,2 чоловіків також старших 18 років.
Середній дохід на одне домашнє господарство  становив 45 343 долари США (медіана — 40 000), а середній дохід на одну сім'ю — 53 500 доларів (медіана — 51 250). За межею бідності перебувало 35,2 % осіб, у тому числі 56,3 % дітей у віці до 18 років та 4,8 % осіб у віці 65 років та старших.
Цивільне працевлаштоване населення становило 37 осіб. Основні галузі зайнятості: освіта, охорона здоров'я та соціальна допомога — 37,8 %, виробництво — 18,9 %, роздрібна торгівля — 16,2 %.